# Himalayaprinia
Himalayaprinia (Prinia crinigera) är en asiatisk fågel i familjen cistikolor inom ordningen tättingar.

## Utseende och läte
Himalayaprinia är en stor (16 cm) och färglös prinia med kraftig näbb och kilformad, spetsig stjärt. Under häckningstid har den mörk näbb och tygel samt otydligt streckad gråbrun ovansida. Utanför häckningstid ovansidan istället tydligt streckad och rostbrun, medan tygeln är beigefärgad. Sången, som ofta framförs i böljande sångflykt, består av en hurtig, rytmisk och raspig fras som kvickt upprepas tre eller fyra gånger.

## Utbredning och systematik
Prinia crinigera har traditionellt ansetts bilda artpart med brun prinia (P. polychroa) baserat på att de är väldigt lika i lätena, men skiljer sig åt i levnadsmiljö, liksom häckningsdräktens utseende, och ersätter varandra geografiskt och höjdledes. Enligt denna fördelning har crinigera ansetts omfatta sex underarter, med följande utbredning:
- Prinia crinigera striatula – nordöstra Afghanistan och västra Pakistan
- Prinia crinigera crinigera – Pakistan och Kashmir till Arunachal Pradesh
- Prinia crinigera catharia – nordöstra Indien (Assam) till södra Kina och västra Myanmar (Chin Hills)
- Prinia crinigera parvirostris – sydvästra Kina (sydöstra Yunnan)
- Prinia crinigera parumstriata – kustprovinserna i sydöstra Kina och dalgången till Yangtzefloden
- Prinia crinigera striata – Taiwan

Genetiska studier har dock visat att denna indelning är felaktig, där dels dessa underarter inte är varandras närmaste släktingar, dels att relationen till brun prinia ser annorlunda ut. Baserat på dessa resultat, i kombination med skillnader i utseende och läten, rekommenderar författarna till studien att artparet crinigera/polychroa istället delas in i fem arter, enligt följande (med namn efter beslut från BirdLife Sveriges taxonomikommitté): 
- Himalayaprinia (P. crinigera) med underarterna striatula och crinigera enligt ovan, men även yunnanensis (nordöstra Indien till västra Yunnan i södra Kina, del av catharia ovan) samt bangsi (sydöstra Yunnan i södra Kina, tidigare behandlad som underart till brun prinia (P. polychroa).
- Strimprinia (P. striata) med underarterna catharia (inklusive parvirostris), parumstriata och striata.
- Burmaprinia (P. cooki) i centrala Burma, tidigare del av brun prinia.
- Dalatprinia (P. rocki) i södra och centrala Vietnam, tidigare del av brun prinia.
- Brun prinia (P. polychroa) med underarten polychroa på Java samt den nyligen erkända underarten deignani i Thailand, Laos och Kambodja (tidigare behandlad som en östlig del av rocki.

Tongivande taxonomiska auktoriteten International Ornithological Congress (IOC) har sedan 2020 följt studiens rekommendationer, och denna linje följs även här. Även eBird/Clements följer sedan 2021 denna indelning. Notera att crinigera alltså har tilldelats nytt svenskt trivialnamn från det tidigare strimmig prinia, för att förtydliga att arten utgör en ny sammansättning av taxon.

### Familjetillhörighet
Cistikolorna behandlades tidigare som en del av den stora familjen sångare (Sylviidae). Genetiska studier har dock visat att sångarna inte är varandras närmaste släktingar. Istället är de en del av en klad som även omfattar timalior, lärkor, bulbyler, stjärtmesar och svalor. Idag delas därför Sylviidae upp i ett antal familjer, däribland Cisticolidae.

## Levnadssätt
Himalayaprinia påträffas mellan 300 och 3100 meters höjd på öppna, gräsbevuxna sluttningar med spridda buskar, framför allt berberis. Den födosöker vanligtis tillbakadraget för sig själv eller i par, på eller nära marken efter ryggradslösa djur, framför allt insekter och deras larver. Fågeln häckar under regnsäsongen mellan maj och oktober, där de flesta lägger ägg i maj eller juli och augusti. Arten är huvudsakligen stannfågel, men många individer rör sig till lägre regioner vintertid.

## Status och hot
Arten har ett stort utbredningsområde och en stor population med stabil utveckling och tros inte vara utsatt för något substantiellt hot. Utifrån dessa kriterier kategoriserar internationella naturvårdsunionen IUCN arten som livskraftig (LC). Världspopulationen har inte uppskattats men den beskrivs som lokalt talrik, men föga känd i Afghanistan.

## Namn
Prinia kommer av Prinya, det javanesiska namnet för bandvingad prinia (Prinia familiaris).